# Gelişim Koleji Spor Kulübü
El Gelişim Koleji es un equipo de baloncesto turco con sede en la ciudad de İzmir, que compite en la TBL, la segunda división de su país. Disputa sus partidos en el Gelişim Koleji Sports Hall, con capacidad para 500 espectadores.
El club fue fundado en 2000 por el Gelişim College.

## Posiciones en liga
| - 2005 - (1-D3) - 2006 - (6-2A) - 2007 - (3-2B) - 2008 - (9-2B) - 2009 - (3-2B) - 2010 - (5-2A) - 2011 - (6-TB2L-B) | - 2012 - (9-TB2L) - 2013 - (15-TB2L) - 2014 - (12-TB2L) - 2015 - (9-TB2L) - 2016 - (10-TBL) |

## Jugadores destacados
| - Leo Lightbourne - Ryan Wright - Uğurcan Aksoy - Mert Başdan - Barbaros Bozkurt - Hilmi Cantopçu - Dorukhan Engindeniz - Caner Erdeniz - Mustafa Erdoğan - Murat Erensoy - Sercan Ergin - Burak Erol - Emir Gökalp - Erdi Gülaslan | - Barış Güney - Çağlar Gürle - Tamer Gürpınar - Sertay Gürsu - Hüseyin Akın Kandemir - Melih Kapucu - Orbay Kaya - Fatih Kızılca - Serkan Mentese - Cihan Mumcuoğulları - Eren Ocaktürk - Özgün Önver - Reha Öz - Azizcan Özdemir | - Emre Özpulat - Valentin Pastal - Alper Saruhan - Özcan Sürücü - Can Terzioğlu - Erhan Yetim - Doğan Deniz Yiğit - Kendall Anthony - Will Caudle - Jermaine Dearman - Marquise Gray - Dijuan Harris - Marvin Jefferson - Lorenzo Johnson | - James Kinney - Jayme Miller - David Monds - Adonte Parker - Michael Porrini - Martin Samarco - DeVaughn Washington - Derek Williams - Wesley Wilson - Royce Woolridge - David Anderson |